# ウィラン・シプリェン
ウィラン・シプリエン（英語: Wylan Cyprien、1995年1月28日 - ）はフランス出身のサッカー選手。長春亜泰足球倶楽部所属。ポジションはMF。

## 経歴
2016年7月27日、OGCニースに移籍。
2018年3月2日、リール戦ではマリオ・バロテッリの先制点をアシストした。
2020年10月5日、パルマ・カルチョに2020-21シーズン終了までのレンタル移籍で加入。
2021年6月24日、パルマへの完全移籍が発表され、同時に1シーズンの契約でFCナントへレンタル移籍することも公表された。